# Place du Palais-Bourbon
La place du Palais-Bourbon est une place du 7e arrondissement de Paris.

## Situation et accès
Cette place borde le palais Bourbon par le sud, dans le prolongement de sa cour.
En forme de fer à cheval, elle est située à l'intersection de la rue de l'Université, de la rue Aristide-Briand et de la rue de Bourgogne.
Elle est desservie à quelque distance par les lignes 8 et 13 à la station Invalides, par la ligne 12 à la station Assemblée nationale et par la ligne C du RER à la gare des Invalides.

## Origine du nom
Cette place doit son nom au palais Bourbon, actuellement le siège de l'Assemblée nationale, devant laquelle elle est située. 

## Historique
Par lettres patentes données à Fontainebleau en novembre 1775, Louis-Joseph de Bourbon, prince de Condé, fut autorisé :
1. à changer la direction d'une partie de la rue de Bourgogne ;
2. à former une place demi-circulaire au-devant de l'entrée de son palais.

Ces lettres patentes sont registrées au bureau de la Ville de Paris le 12 janvier 1776, et au Parlement de Paris le 28 mars suivant.
La place est dessinée par l’architecte Antoine-Charles Aubert.
En 1778, la place reçoit un commencement d'exécution ; cependant, quelques années après, on juge convenable de substituer à la forme demi-circulaire une place rectiligne formant évasement du côté du palais. Cet endroit, qui porte alors le nom de « place du Palais-de-Bourbon », prend finalement une forme trapézoïdale.
Les constructions riveraines sont établies d'après cette nouvelle disposition, qui a été maintenue par une décision ministérielle du 2 thermidor an V (20 juillet 1797), signée Bénézech, et par une ordonnance royale du 7 mars 1827.
Pendant la Révolution, elle a le nom de « place de la Maison-de-la-Révolution ». Le Conseil des Cinq-Cents décide qu'elle prendra le nom de « place du Conseil-des-Cinq-Cents » (1798). Sous l'Empire, on l'appelle « place du Palais-du-Corps-Législatif », puis un arrêté préfectoral du 27 avril 1811 lui redonne sa dénomination de « place du Palais-de-Bourbon », puis de « place du Palais-Bourbon » (1814),.
En 1804, tous les bâtiments de la place sont construits.
En 1826, l’administration municipale a le projet d’ériger sur la place une statue du roi Louis XVIII, projet abandonné en 1830. Seul le socle est finalement construit.

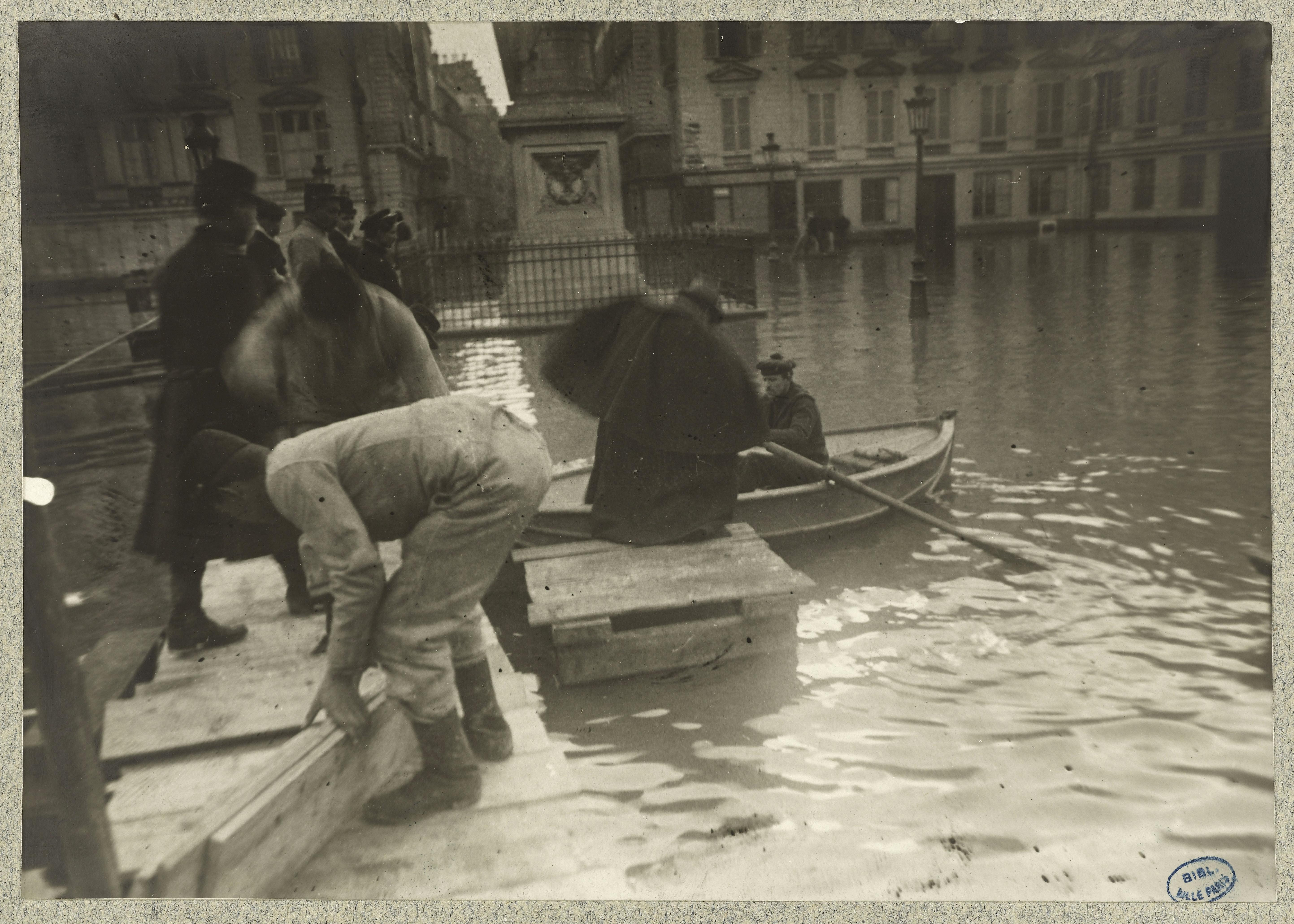
La place lors de la grande crue de la Seine en 1910.

En 1848, le gouvernement provisoire de la Deuxième République lance un concours pour une statue allégorique de la République, qui doit être installée sur la place. En 1849, le projet de Jean-Jacques Feuchère est retenu. Un modèle en plâtre est placé sur le socle vide, remplacé par sa version en marbre en 1855. Alors qu'un régime impérial a été instauré par Napoléon III, la statue prend toutefois finalement le nom de La Loi.
En 1883, il est question de déplacer la statue de la Loi, afin de la remplacer par une statue en pied de l’homme d’État Léon Gambetta. Cela ne se fait pas.
Lors de la crue de la Seine de 1910, la place est recouverte par les eaux. On s’y déplace en barque ou sur des passerelles de bois mises en place pour l’occasion.
En 2000, la place est réaménagée : transformée en zone semi-piétonne, le stationnement automobile y est réduit. L'année suivante, la statue de la Loi est restaurée.

## Bâtiments remarquables et lieux de mémoire

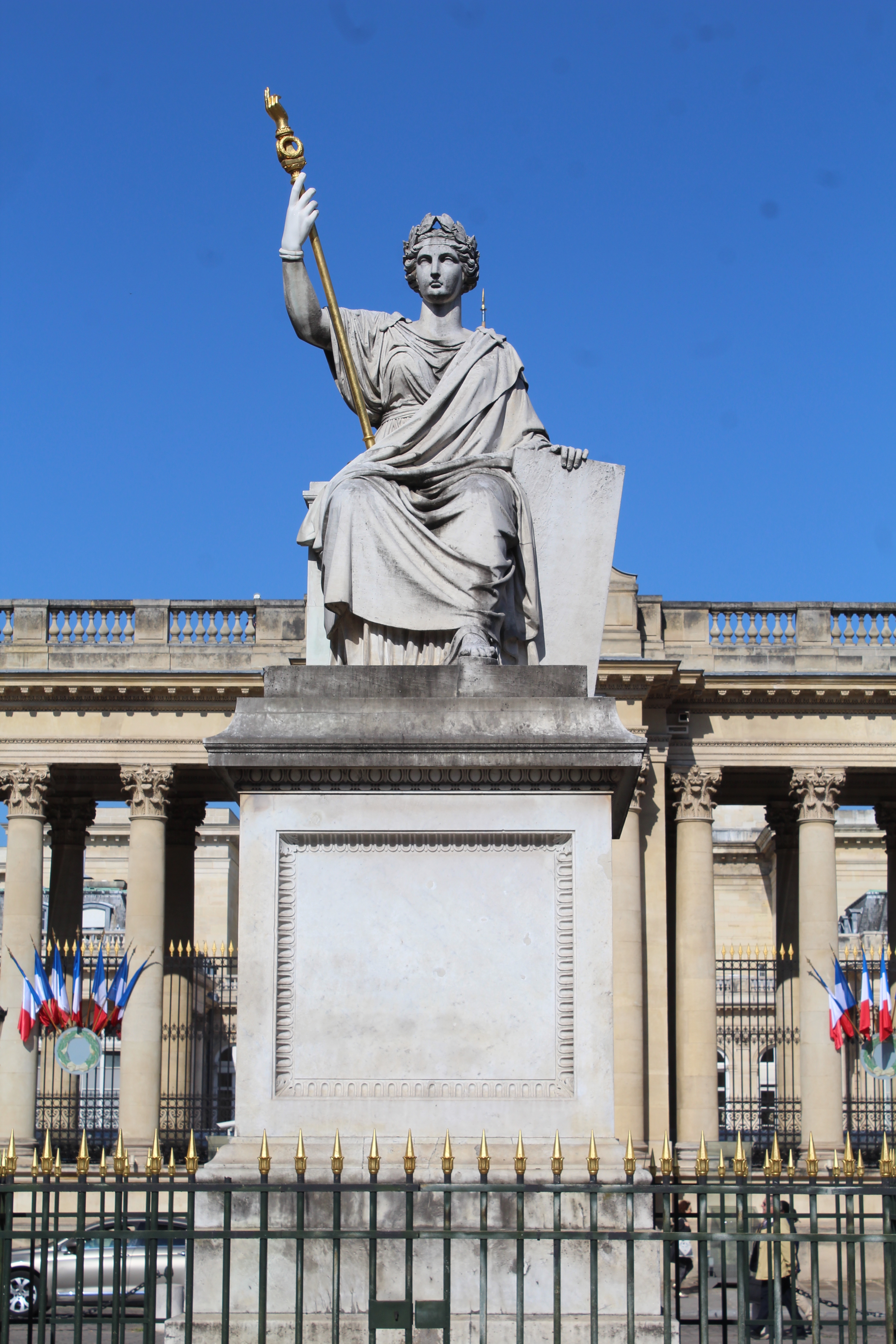
Statue La Loi.

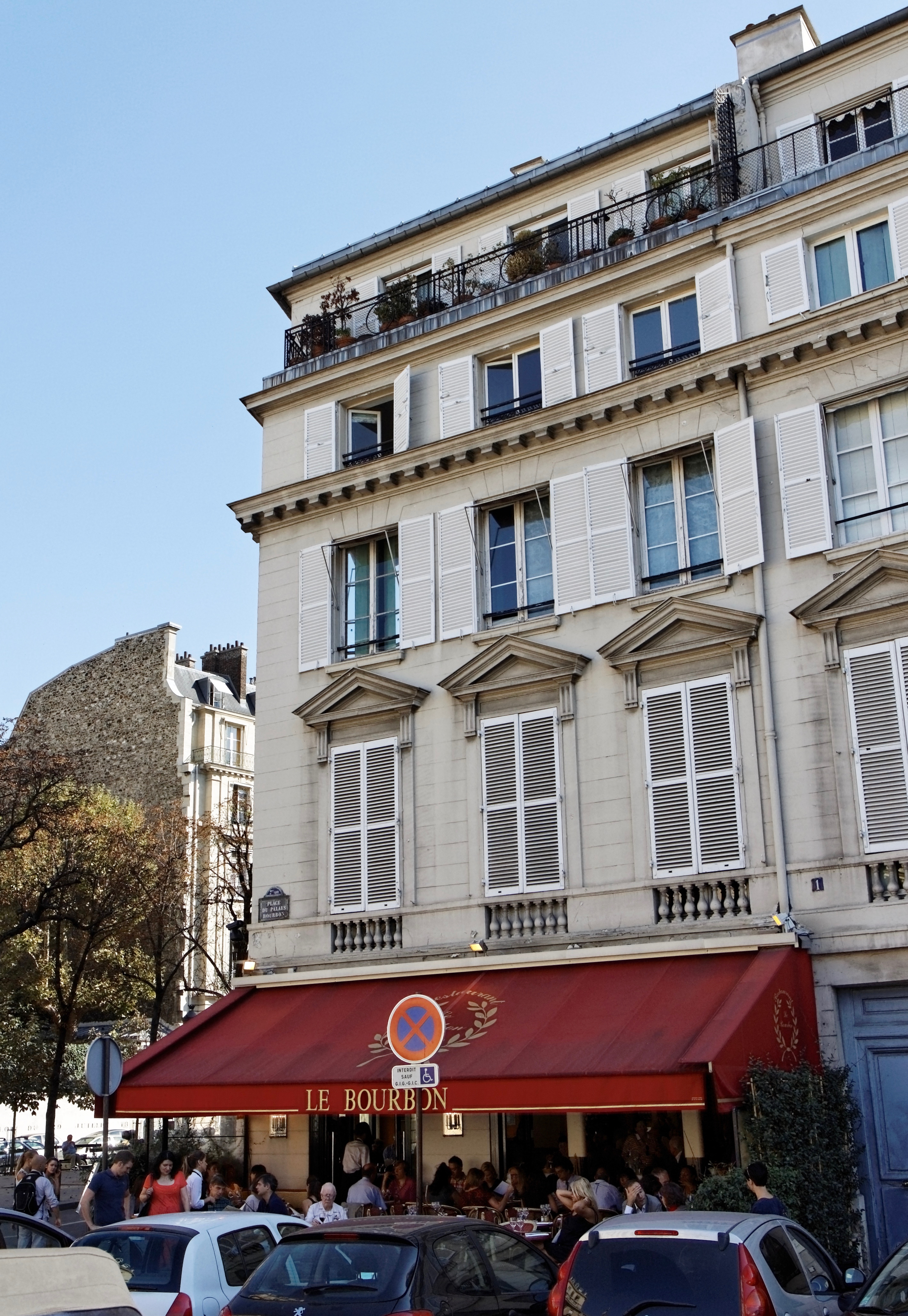
Le café Le Bourbon.

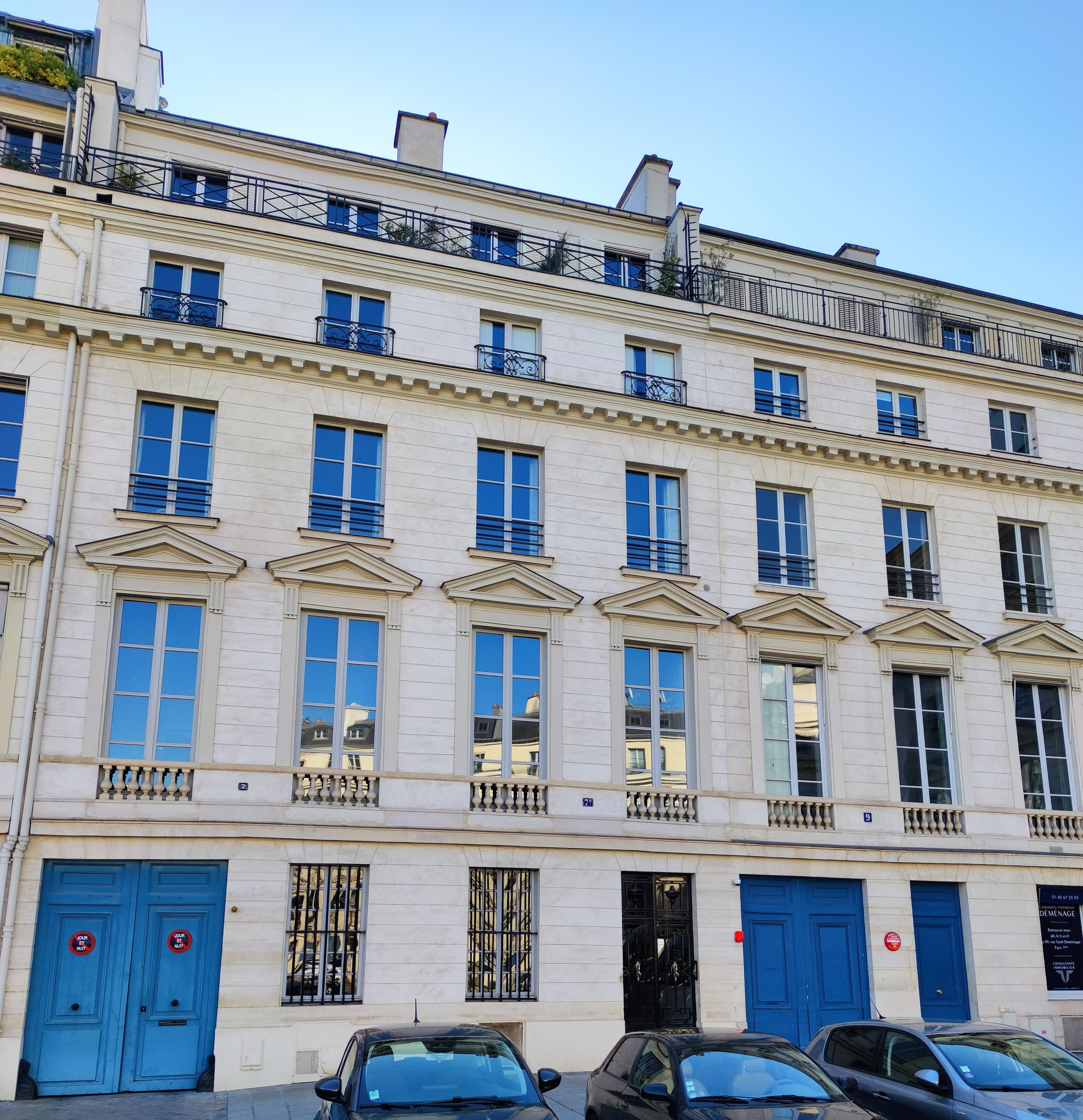
Nos 7 et 7 bis.

Les nos 1, 2, 8, 9, 11 de la place sont  Inscrit MH (2014) et les nos 3, 4, 5, 6 bis, 7, 7 bis  Inscrit MH (1935). On peut lire dans le bulletin d’une société historique et archéologique que « les maisons de l’angle de la rue de Bourgogne et de la place du Palais-Bourbon ont été édifiées » avec les pierres de l’ancienne forteresse de la Bastille.
- Le palais Bourbon.

- En son centre s'élève La Loi, une statue en marbre de Jean-Jacques Feuchère, représentation allégorique de la loi. Le piédestal portait l'inscription latine : « LEGIS HANC EFFIGIEM FELICITER IMPERANTE NAPOLEONE III. IMPERI. DOMUSQ. IMPERATORIÆ MINISTER PONENDAM CURAVIT. ANNO. M. DCCC. LV. »[8], qui fut grattée sous la IIIe République[9].

- Nos 1-3 :  café Le Bourbon, très prisé des députés. Jacques Chirac y réunit les signataires de l'« appel des 43 » ministres ou parlementaires gaullistes en faveur de la candidature de Valéry Giscard d'Estaing pour l'élection présidentielle de 1974, ce qui condamne les velléités de Jacques Chaban-Delmas[10]. Stanislas de Castellane vécut au no 1[11].

- No 2 : le dandy et homme politique Boni de Castellane (1867-1932) a habité à cette adresse, où il organisa un jour un déjeuner en l’honneur de l’actrice Sarah Bernhardt, dont il raconta plus tard, avec humour, les multiples péripéties[12]. En 1914, l’architecte et décorateur Emilio Terry (1890-1969) rachète l’appartement de Boni de Castellane et en fait son domicile[13].

- No 3 : en 1905 se situe à cette adresse l’hôtel particulier du comte Bertier de Sauvigny[14] ; en 1929, on y trouve le siège de la Fédération nationale des femmes[15].
En 1918, le couple formé par la journaliste Marie-Louise et le dramaturge Jacques Bousquet  inaugure dans leur appartement parisien, à cette adresse, un salon qui réunit tous les jeudis plusieurs esprits créatifs tels que Pablo Picasso, Aldous Huxley et Carmel Snow[16]. Ces salons étaient toujours reconnus comme un « point de ralliement pour les personnes de qualité cosmopolite » en 1966[17].

- No 4 : en 1919, on trouve à cette adresse le siège de l’Association pour la répression de la traite des blanches[18].

Siège du parti Les Républicains depuis 2024.
- No 5 : le président du Conseil Paul Reynaud a vécu ici de 1936 à 1966, comme le signale une plaque en façade.

- Nos 6 et 6 bis : anciennement maison Aubert[20]. En 1905, on trouve au no 6 la Société française de paléologie[21].

- No 6 bis : l’ancien président de la République Jacques Chirac (1932-2019) y a occupé des bureaux[22], situés au rez-de-chaussée. L’homme politique Charles Pasqua (1927-2015) lui succède quelque temps plus tard, s’installant lui aussi dans « ce modeste rez-de-chaussée »[23].

- No 7 bis : hôtel de Waresquiel (anciennement hôtel d’Herbouville) ; construit en 1787 pour Claude-Louis de Saisseval, l’hôtel change plusieurs fois de propriétaire pendant la Révolution puis est racheté en 1811 par Charles-Joseph Fortuné, marquis d’Herbouville et, quelques décennies plus tard, par Maurice-Paul comte de Waresquiel, dont le chiffre, autrefois doré, orne les balcons du troisième étage. En 1868, l’empereur d’Autriche, François-Joseph Ier, y est reçu dans un boudoir au deuxième étage (encore visible en 1920)[20].
En 1925, l’immeuble abrite le siège du journal hebdomadaire L'Opinion, publié sous la direction de Maurice Colrat[24]. En 1937, on y trouve le siège du Comité français du Rassemblement universel pour la paix[25]. Entre les deux guerres, la grand-mère de l’historien Emmanuel de Waresquiel y tient un salon[26]. L'immeuble est l’objet de travaux de reconstruction en 1946-1951 par l’architecte Auguste Perret, le commanditaire étant le comte Arnold de Waresquiel[27].
À partir de 1975, l’immeuble devient le siège du Parti socialiste, dès lors surnommé au sein du parti le « 7 bis ». Le futur président de la République François Mitterrand y occupe, occasionnellement, un bureau au 5e et dernier étage[28]. En 1985, le PS revend l’immeuble pour 25 millions de francs. Son nouveau propriétaire en fait de même quelque temps plus tard pour 67 millions de francs. En 1990, l’immeuble est racheté par un marchand de biens pour plus de 100 millions de francs. Ce dernier, estimant alors avoir été spolié, intente diverses actions en justice contre les anciens propriétaires de l’immeuble, dont le PS[29]. Le 10 juin 1998, sans rapport avec les faits précédents, six personnes sont arrêtées par la police devant le bâtiment alors qu’elles sont en train de charger dans deux voitures des sacs de faux dinars du Bahreïn pour un montant de 7,5 millions d’euros[30]. En janvier 2002, plusieurs responsables nationaux du parti, à la recherche d'un QG de campagne pour Lionel Jospin, alors probable candidat à l'élection présidentielle de 2002, visitent les lieux mais l'affaire ne se conclut pas[29]. Comme pour l'ensemble des bâtiments de la place, façades et toitures sont  Inscrit MH (1935).

- No 8 : Pierre-François Palloy se fait construire la maison à l'angle de la rue de Bourgogne et de la place[31].
- No 11 : siège du parti politique Union des droites pour la République (UDR).

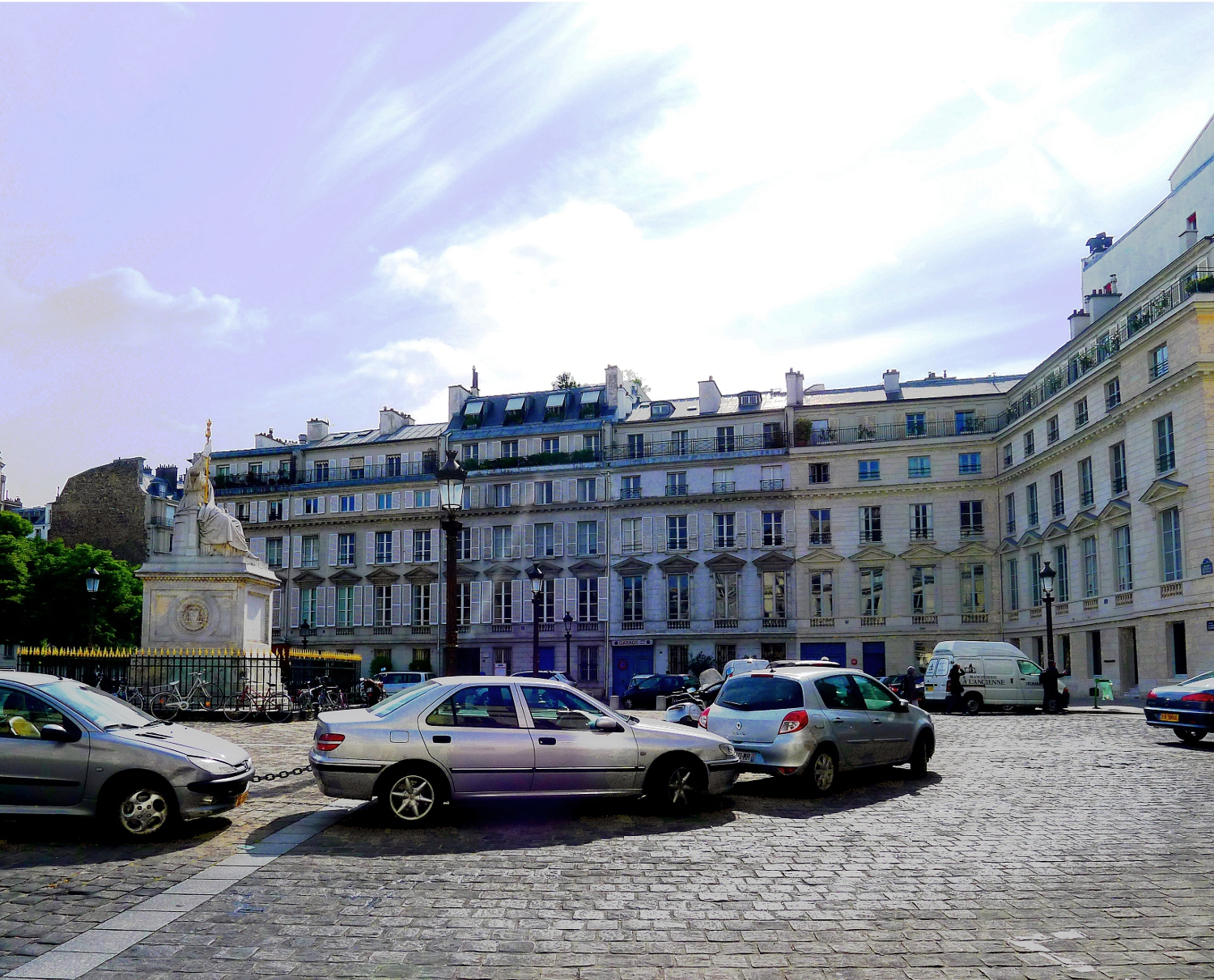
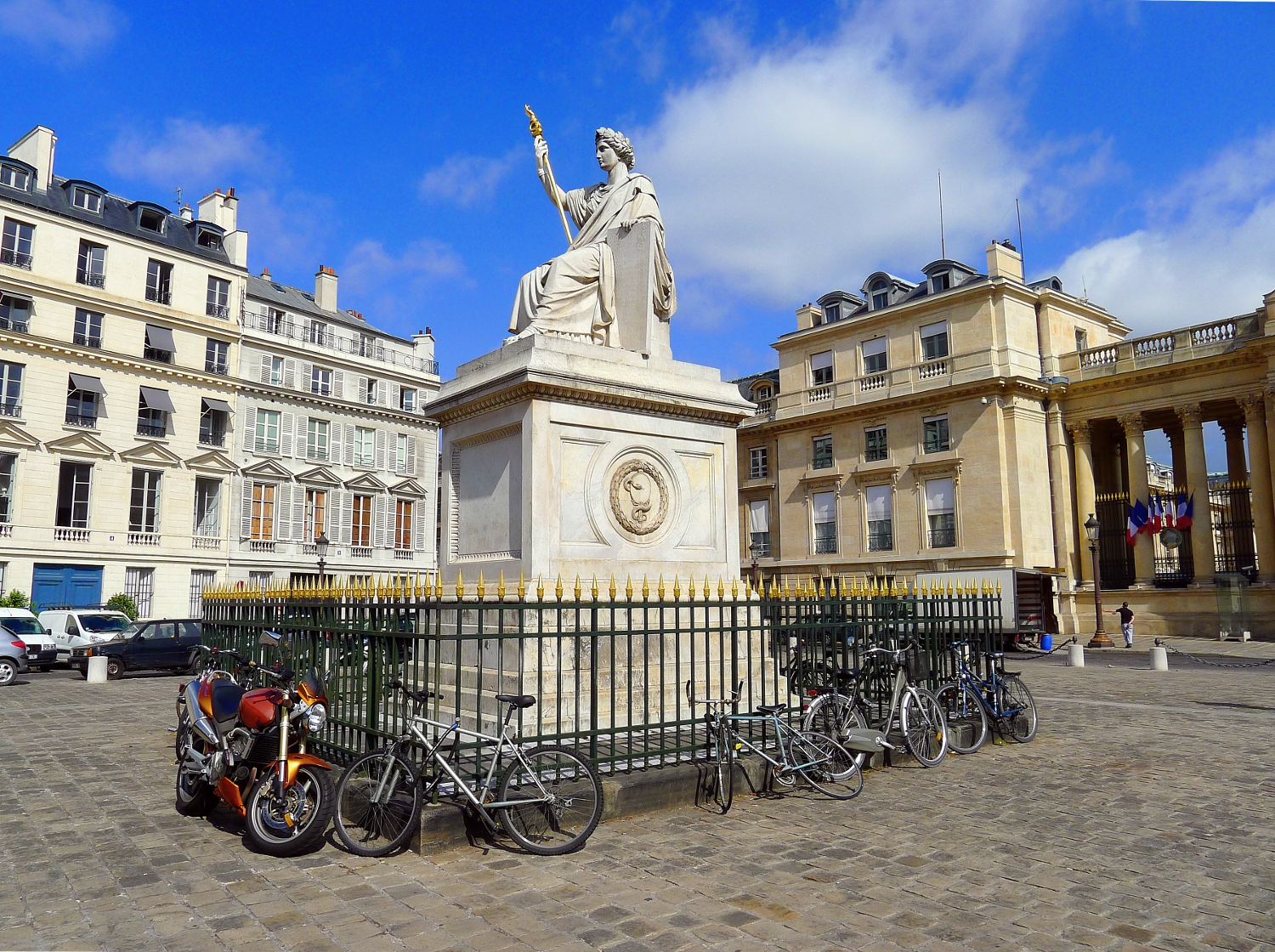
Statue La Loi de Jean-Jacques Feuchère.
Place du Palais-Bourbon entre 1852 et 1870.
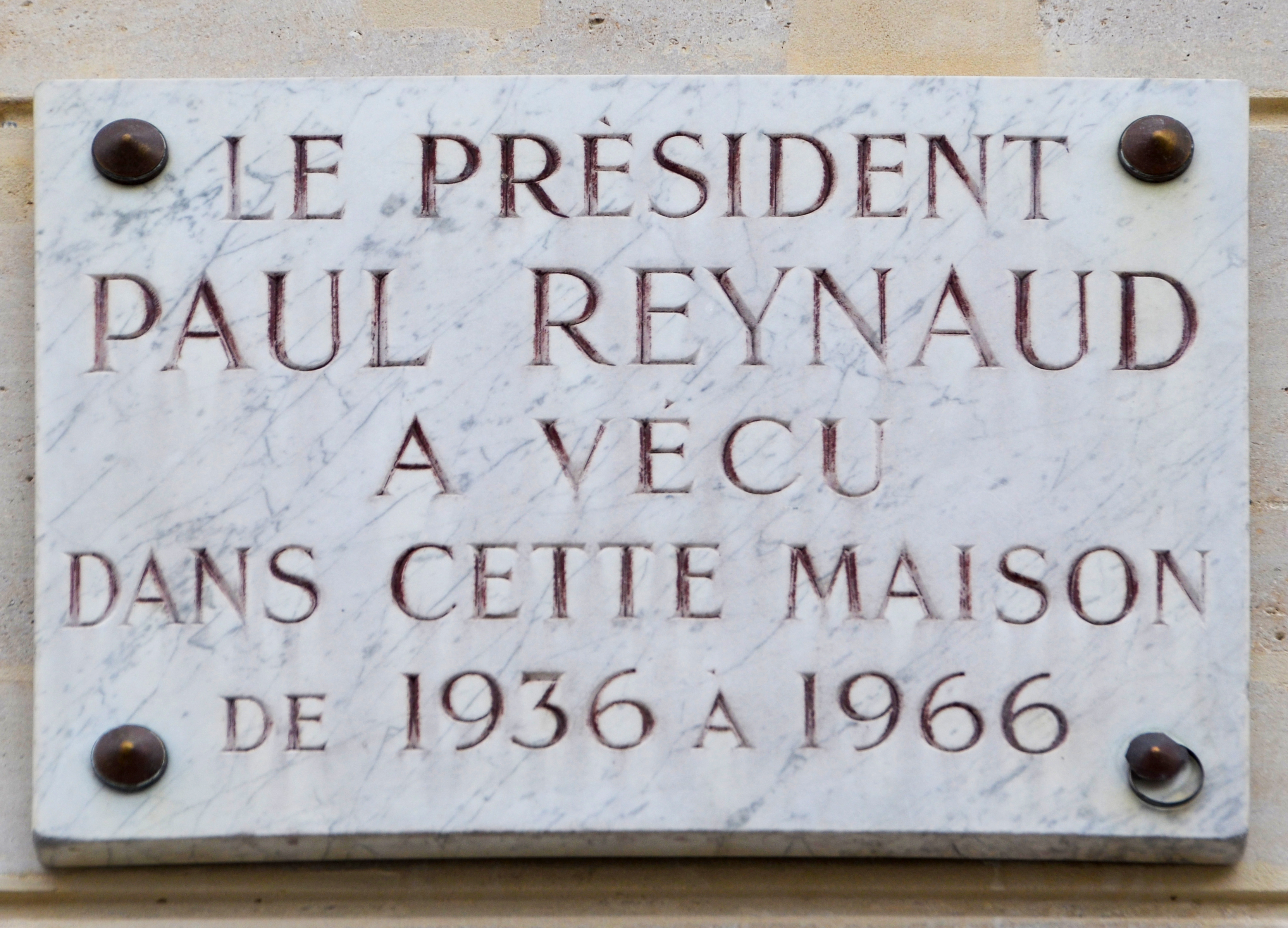
Plaque au no 5.

## Personnalités ayant habité place du Palais-Bourbon
Liste de personnalités ayant habité sur la place mais dont l’adresse précise n’est pas connue :
- La Fayette (1757-1834), officier et homme politique[32].
- Josée Laval (1911-1992), fille de Pierre Laval, figure du régime de Vichy, y emménage en 1937 dans un appartement où a vécu le prince Mdivani[33].
- Pierre Le-Tan (1950-2019), dessinateur[34].
- François Léotard (1942-2023), homme politique, y a occupé un « minuscule deux-pièces »[35].